# Kunitaka Sueoka
Kunitaka Sueoka (末岡 圀孝 Sueoka Kunitaka?,  1 de febrero de 1917 en Hiroshima - 10 de Noviembre de 1998) fue un futbolista japonés que se desempeñaba como defensa.
En 1940, Sueoka jugó para la selección de fútbol de Japón.

## Trayectoria

### Clubes
| Club       | País  | Año  |
| ---------- | ----- | ---- |
| Waseda WMW | Japón | ???? |

### Selección nacional
| Selección | País  | Año  |
| --------- | ----- | ---- |
| Absoluta  | Japón | 1940 |

## Estadística de equipo nacional
| Selección de Japón | Selección de Japón | Selección de Japón |
| Año                | Part.              | Goles              |
| ------------------ | ------------------ | ------------------ |
| 1940               | 1                  | 0                  |
| Total              | 1                  | 0                  |

## Palmarés

### Títulos nacionales
| Título             | Club                  | País  | Año  |
| ------------------ | --------------------- | ----- | ---- |
| Copa del Emperador | Universidad de Waseda | Japón | 1938 |